# Heather Stanning
Heather Stanning (Yeovil, 26 januari 1985) is een Brits roeister. Stanning maakte tijdens de wereldkampioenschappen roeien 2010 haar debuut met een zilveren medaille in de twee-zonder. Tijdens de Olympische Zomerspelen 2012 in het thuisland van Stanning won ze samen met haar vaste partner Helen Glover de gouden medaille in de twee-zonder. Tijdens de wereldkampioenschappen roeien 2014 en 2015 werd ze wereldkampioen in de twee-zonder. Samen met Glover prolongeerde Stanning haar olympische titel in 2016. Stanning is na afloop van de Olympische Zomerspelen 2016 gestopt met roeien.

## Resultaten
- Wereldkampioenschappen roeien 2010 in Cambridge  in de twee-zonder
- Wereldkampioenschappen roeien 2011 in Bled  in de twee-zonder
- Olympische Zomerspelen 2012 in Londen  in de twee-zonder
- Wereldkampioenschappen roeien 2014 in Amsterdam  in de twee-zonder
- Wereldkampioenschappen roeien 2015 in Aiguebelette-le-Lac  in de twee-zonder
- Olympische Zomerspelen 2016 in Rio de Janeiro  in de twee-zonder

1976: Sijka Kelbetsjeva & Stojanka Groejtsjeva ·
1980: Ute Steindorf & Cornelia Klier ·
1984: Rodica Arba & Elena Horvat ·
1988: Rodica Arba & Olga Homeghi ·
1992: Marnie McBean & Kathleen Heddle ·
1996: Megan Still & Kate Slatter ·
2000: Georgeta Damian & Doina Ignat ·
2004: Georgeta Damian & Viorica Susanu ·
2008: Georgeta Andrunache-Damian & Viorica Susanu ·
2012: Helen Glover & Heather Stanning ·
2016: Helen Glover & Heather Stanning ·
2020: Grace Prendergast & Kerri Gowler ·
2024: Ymkje Clevering & Veronique Meester